# Christopher
Christopher ist ein männlicher Vorname. Er findet gelegentlich auch als Familienname Verwendung.

## Herkunft und Bedeutung
Christopher ist eine Kurzform von Christophorus und eine Variante der latinisierten Form dieses ursprünglich altgriechischen Vornamens Χριστόφορος (Christóphoros). mit der wörtlichen Bedeutung „Christusträger“. Sie ist im englischen Sprachraum beliebt, wo sie sich zur populärsten Variante des Namens entwickelt hat. Im deutschen Sprachraum entspricht ihr der Vorname Christoph.
Χριστόφορος (Christophoros oder Christoforos): Die integralen Teile des Namens leiten sich her von Χριστός (Christós), "Christ" (der Gesalbte)" und φέρειν (phérein), "tragen", also etwa "Christus-Träger".
Weitere anzutreffende Varianten des Vornamens Christopher sind Christofer, Cristofer, Christoffer, Cristopher, Kristofer und Kristopher.

## Namenstag
Der Namenstag ist, nach dem Heiligen Christophorus, dem Christusträger:
- 9. Mai, orthodox
- 24. Juli, katholisch für Europa (vorverlegt) und evangelisch
- 25. Juli, nach katholischem Heiligenkalender in anderen Weltgegenden

## Namensträger

### Männlicher Vorname

#### Künstlername
- Christopher (Sänger) (* 1992), dänischer Sänger
- Christopher, ein Pseudonym von Prince (1958–2016), US-amerikanischer Sänger, Komponist, Musiker, Musikproduzent und Schauspieler

#### Vorname
- Christopher Beeby (1935–2000), neuseeländischer Diplomat und Jurist
- Christopher Becker (* 1980), deutscher Filmregisseur, Drehbuchautor und Filmproduzent
- Christopher Benoit (1967–2007), kanadischer Wrestler
- Christopher Blenkinsop (* 1963), deutscher Musiker
- Christopher Brammer (* 1988), britischer Pokerspieler
- Christopher Bush (1885–1973), britischer Schriftsteller
- Christopher Chabris (* 1966), US-amerikanischer Psychologe
- Christopher Cockerell (1910–1999), britischer Ingenieur und Erfinder
- Christopher Cross (* 1951), US-amerikanischer Sänger
- Christopher Daase (* 1962), deutscher Politikwissenschaftler
- Christopher Deninger (* 1958), deutscher Mathematiker
- Christopher Dewdney (* 1951), kanadischer Schriftsteller und Dichter
- Christopher von Deylen (* 1970), deutscher Musiker, Musikproduzent und Komponist
- Christopher Drexler (* 1971), österreichischer Politiker
- Christopher Eccleston (* 1964), britischer Schauspieler
- Christopher Ecker (* 1967), deutscher Schriftsteller und Literaturkritiker
- Christopher Fischer (* 1988), deutscher Eishockeyspieler
- Christopher Frank (Fußballspieler) (* 1987), österreichischer Fußballspieler
- Christopher Frank (Pokerspieler) (* 1994), deutscher Pokerspieler
- Christopher Franke (* 1953), deutscher Musiker
- Christopher Fry (1907–2005), britischer Schriftsteller und Dramatiker
- Christopher Greenwood (* 1955), britischer Jurist, Richter und Hochschullehrer
- Christopher Grimley (* 2000), schottischer Badmintonspieler
- Christopher Gunning (1944–2023), britischer Komponist
- Christopher Haase (* 1987), deutscher Automobilrennfahrer
- Christopher Herndon IV (* 1996), US-amerikanischer American-Football-Spieler, siehe Chris Herndon
- Christopher Heyn, US-amerikanischer Filmschaffender und Buchautor
- Christopher Hinterhuber (* 1973), österreichischer Pianist
- Christopher Hogwood (1941–2014), britischer Dirigent
- Christopher Höher (* 1997), österreichischer Automobilrennfahrer
- Christopher Horner (* 1971), US-amerikanischer Radrennfahrer
- Christopher Howgego (* 1957), britischer Numismatiker
- Christopher Hülsbeck (* 1968), deutscher Musiker, siehe Chris Hülsbeck
- Christopher Isherwood (1904–1986), britisch-amerikanischer Schriftsteller
- Christopher Judge (* 1964), US-amerikanischer Schauspieler
- Johann Christopher Jauch (1669–1725), deutscher Geistlicher und Textdichter, siehe Johann Christoph Jauch
- Christopher Kloeble (* 1982), deutscher Schriftsteller und Drehbuchautor
- Augustus Frederick Christopher Kollmann (1756–1829), deutscher Organist, Musiktheoretiker und Komponist
- Christopher Kopper (* 1962), deutscher Historiker
- Christopher C. Kraft (1924–2019), US-amerikanischer Raumfahrtingenieur und Manager
- Christopher Krieg (* 1961), deutscher Schauspieler
- Christopher Kummer (* 1975), deutscher Wirtschaftswissenschaftler, Hochschullehrer und Unternehmensberater
- Christopher Lambert (* 1957), französisch-amerikanischer Schauspieler
- Christopher Lee (1922–2015), britischer Schauspieler
- Christopher Lloyd (Historiker) (1906–1986), britischer Marinehistoriker
- Christopher Lloyd (Schauspieler) (* 1938), US-amerikanischer Schauspieler
- Christopher Lloyd (Drehbuchautor) (* 1960), US-amerikanischer Drehbuchautor und Produzent
- Christopher Lloyd, bekannt als Lloyd Banks (* 1982), US-amerikanischer Rapper
- Christopher Lehmpfuhl (* 1972), deutscher Künstler
- Christopher Lutz (* 1971), deutscher Schachspieler
- Christopher Marlowe (1564–1593), britischer Schriftsteller
- Christopher Anthony John Martin, eigentlicher Name von Chris Martin (* 1977), britischer Sänger
- Christopher Mies (* 1989), deutscher Automobilrennfahrer
- Christopher Münch (* 1962), US-amerikanischer Filmregisseur, -editor und Autor
- Christopher Neumayer (* 1992), österreichischer Skirennläufer
- Christopher Nolan (* 1970), britisch-US-amerikanischer Regisseur
- Christopher Nolan (Autor) (1965–2009), irischer Autor
- Christopher Nordmeyer (* 1967), deutscher Handballspieler und -trainer
- Christopher Paolini (* 1983), US-amerikanischer Schriftsteller
- Christopher Park (* 1987), deutscher Pianist
- Christopher Paudiß (1630–1666), bayerischer Maler
- Christopher Pleister (* 1948), deutscher Bankmanager
- Christopher Plummer (1929–2021), kanadischer Schauspieler
- Christopher Poremba (* 1967), deutscher Mediziner, Pathologe und Onkologe
- Christopher Posch (* 1976), deutscher Jurist und Fernsehdarsteller
- Christopher Pütz (* 1996), deutscher Pokerspieler
- Christopher Rauen (* 1969), deutscher Psychologe, Manager, Autor und Herausgeber
- Christopher Reeve (1952–2004), US-amerikanischer Schauspieler
- Christopher Reitz (* 1973), deutscher Hockeyspieler
- Christopher Rich (Theatermanager) (1657–1714), englischer Theatermanager
- Christopher Rich (* 1953), US-amerikanischer Schauspieler
- Christopher Roth (Regisseur) (* 1964), deutscher Regisseur und Filmeditor
- Christopher Roth (Radsportler) (* 1990), deutscher Radrennfahrer
- Christopher Rudeck (* 1994), deutscher Handballspieler
- Christopher Rüping (* 1985), deutscher Theaterregisseur
- Christopher Rusin (* 1986), US-amerikanischer Baseballpitcher
- Christopher Salm (* 1994), deutscher Politiker (CDU)
- Christopher Schier (* 1971), österreichischer Filmregisseur
- Christopher Schlick (1967–2016), deutscher Hochschullehrer
- Christopher Schmidt (Journalist) (1964–2017), deutscher Journalist und Kritiker
- Christopher Schrader (* 1962), deutscher Wissenschaftsjournalist
- Christopher G. Simboli (* 1962), kanadischer Freestyle-Skier, siehe Chris Simboli
- Christopher Russell Edward Squire, bürgerlicher Name von Chris Squire (1948–2015), britischer Rockmusiker
- Christopher Tevez, peruanischer Poolbillardspieler
- Christopher Tolkien (1924–2020), britischer Mediävist und Herausgeber
- Christopher Tölle (* 1980), deutscher Choreograf und Musicalregisseur
- Christopher Uhe (* 1968), deutscher Musiker, Komponist und Produzent
- Christopher Vitch (* 1983), US-amerikanischer Pokerspieler
- Christopher Vogt (* 1984), deutscher Politiker (FDP)
- Christopher Walken (* 1943), US-amerikanischer Schauspieler
- Christopher Wallace, eigentlicher Name von The Notorious B.I.G. (1972–1997), US-amerikanischer Rapper
- Christopher Stewart Wallace (1933–2004), australischer Informatiker und Physiker
- Christopher Weber (* 1991), deutscher Bobfahrer
- Christopher Williams (Fotograf) (* 1956), US-amerikanischer Fotograf und Konzeptkünstler
- Christopher Williams (Leichtathlet) (* 1972), jamaikanischer Leichtathlet
- Christopher Harris Williams (1798–1857), US-amerikanischer Politiker
- Christopher Winter (* 1971), deutscher Polospieler
- Christopher Wlezien (* 1961), US-amerikanischer Politikwissenschaftler
- Christopher Wren (1632–1723), britischer Astronom und Architekt
- Christopher Zanella (* 1989), Schweizer Automobilrennfahrer
- Christopher Zeller (* 1984), deutscher Hockeyspieler

#### Kristopher
- Kristopher Allen (* 1985), US-amerikanischer Singer-Songwriter, siehe Kris Allen
- Kristopher Beech (* 1981), kanadischer Eishockeyspieler, siehe Kris Beech
- Kristopher Draper (* 1971), kanadischer Eishockeyspieler, siehe Kris Draper
- Kristopher Letang (* 1987), kanadischer Eishockeyspieler
- Kristopher Marshall (* 1973), britischer Schauspieler, siehe Kris Marshall
- Kristopher Turner (* 1980), kanadischer Schauspieler

### Weiblicher Vorname
- Christopher Norris (* 1953), US-amerikanische Schauspielerin

### Familienname
- Bryn Christopher (* 1985), britischer Sänger
- Calvin Christopher (* 1980), dominicanischer Fußballspieler
- Cary Christopher (* 2015), US-amerikanischer Kinderdarsteller
- Dennis Christopher (* 1950), US-amerikanischer Schauspieler
- Dyllan Christopher (* 1991), US-amerikanischer Schauspieler
- Evan Christopher (* 1969), US-amerikanischer Jazzklarinettist und Komponist
- Frank Christopher, US-amerikanischer Filmproduzent, Filmregisseur und Drehbuchautor
- George Christopher (1907–2000), US-amerikanischer Politiker
- George H. Christopher (1888–1959), US-amerikanischer Politiker
- Gerard Christopher (* 1959), US-amerikanischer Schauspieler
- Joe Christopher (1935–2023), US-amerikanischer Baseballspieler
- John Christopher (1922–2012), britischer Schriftsteller
- Joseph Christopher (1955–1993), US-amerikanischer Serienmörder
- Julian Christopher (eigentlich James Louis Watkins; 1944–2023), US-amerikanischer Schauspieler
- Justice Christopher (1981–2022), nigerianischer Fußballspieler
- Lemus Christopher (* 1995), Fußballspieler aus St. Vincent und die Grenadinen
- Lucy Christopher (* 1981), britisch-australische Schriftstellerin
- Luke Christopher (* 1993), US-amerikanischer Rapper, Sänger, Produzent und Liedermacher
- Marcus Christopher (* 2002), US-amerikanischer Radsportler
- Mike Christopher (* 1963), US-amerikanischer Baseballspieler
- Milbourne Christopher (1914–1984), US-amerikanischer Zauberkünstler
- Philipp Christopher (* 1980), deutscher Schauspieler
- Robin Christopher (* 1965), US-amerikanische Schauspielerin
- Sybil Christopher (1929–2013), britische Schauspielerin, Theaterintendantin und Nachtclubbesitzerin
- Thom Christopher (1940–2024), US-amerikanischer Schauspieler
- Tony Christopher, Baron Christopher (* 1925), britischer Geschäftsmann
- Tyler Christopher (Schauspieler) (1972–2023), US-amerikanischer Schauspieler
- Tyler Christopher (Leichtathlet) (* 1983), kanadischer Leichtathlet
- Warren Christopher (1925–2011), US-amerikanischer Politiker
- William Christopher (1932–2016), US-amerikanischer Schauspieler

#### Kristopher
- J. Kristopher (* 1976), US-amerikanischer Schauspieler

## Sonstiges
- Christopher Street Day:  Namensgebend waren gewalttätige Demonstrationen in der New Yorker Christopher Street (Greenwich Village) Ende Juni 1969 (Gäste wehrten sich in einer Schwulenbar gegen schikanöse Polizeirazzien).
- Christopher (Schiff): ein 2001 gesunkenes Frachtschiff

Orte in den Vereinigten Staaten:
- Christopher (Georgia)
- Christopher (Illinois)
- Christopher (Kentucky)
- Christopher (Missouri)
- Christopher (Washington)
- Christopher Creek (Arizona)
- Christopher Fork (Virginia)
- Christopher Mills (New Jersey)

Siehe auch:
- Kristopher
- Christoph
- Chris
- Kester